# Альтимани, Нандо
Ферна́ндо (На́ндо) Альтима́ни (итал. Fernando (Nando) Altimani, 8 декабря 1893, Милан — 1 января 1963, Милан) — итальянский легкоатлет, выступавший в спортивной ходьбе. Бронзовый призёр летних Олимпийских игр 1912 года, участник летних Олимпийских игр 1920 года.

## Биография
Нандо Альтимани родился 8 декабря 1893 года в итальянском городе Милан.
Выступал в легкоатлетических соревнованиях за «Миланезе» из Милана. Девять раз становился чемпионом Италии: пять раз в ходьбе на 1500 метров (1910—1914), четыре раза — в ходьбе на 10 км (1910-1913).
В 1912 году вошёл в состав сборной Италии на летних Олимпийских играх в Стокгольме. Завоевал бронзовую медаль в ходьбе на 10 км, показав результат 47 минут 37,6 секунды и уступив 1 минуту 9,2 секунды победителю Джорджу Гулдингу из Канады.
В 1920 году вошёл в состав сборной Италии на летних Олимпийских играх в Антверпене. Был заявлен в ходьбе на 10 км, но не вышел на старт из-за ранений, полученных на Первой мировой войне.
В течение карьеры установил ряд международных достижений, не зарегистрированных ИААФ.
Впоследствии работал типографистом в спортивной газете La Gazzetta dello Sport.
Умер 1 января 1963 года в Милане.

## Личный рекорд
- Ходьба на 10 км — 44.34,4 (1913)[1]